# Adulis (insecto)
Adulis es un género de lepidóptero de la familia Pyralidae. Fue descrito por Émile Louis Ragonot en 1891. Se encuentra en África.

## Especies
- Adulis serratalis Ragonot, 1891
- Adulis distrigalis Ragonot, 1891